# Inga Birch Jensen
Inga Birch Hansen f. Jensen (født 9. november 1941 i Mørkøv) er en tidligere dansk landsholdspiller i håndbold som vandt sølv ved verdensmestersksberne 1962 i Rumænien.